# انصار الاسلام (ساحل)
انصار الاسلام، یک گروه اسلامگرای شبه‌نظامی فعال در بورکینافاسو و مالی است. این گروه، توسط بوریما دیکو، معروف به ابراهیم ملام دیکو، تأسیس شد و نخستین گروه بومی جهادی در بورکینافاسو است. این گروه با جماعت نصر الاسلام و المسلمین، همکاری نزدیک دارد.

## حملات
این گروه در دسامبر سال ۲۰۱۶ در بیانیه‌ای مسئولیت حمله به ناسومبو را بر عهده گرفت. حمله به دو ایستگاه پلیس در تنگومائل و بارابوله در فوریه سال ۲۰۱۷ و حمله به یک روستا در استان سُوم در مارس ۲۰۱۷ از جمله حملاتی است که این گروه انجام داده است.